# Pretorijanski prefekt
Pretorijanski prefekt (latinsko praefectus praetorio, grško starogrško ἔπαρχος/ὕπαρχος τῶν πραιτωρίων [eparhos/iparhos ton praitoríon]) je bil naziv visokega funkcionarja Rimskega cesarstva. 
Prvotno je bil poveljnik pretorijske straže, potem pa je postopoma pridobil obširne pravne in upravne funkcije in postal glavni cesarjev pomočnik.  Pod Konstantinom I. je izgubil večino svojih pooblastil in se pretvoril v upravnega uradnika. Ko so njegovi nasledniki imperij razdelili na manjše ozemeljske enote, so imele najvišji položaj pretorijanske prefekture in pretorijanski prefekti so ponovno postali glavni državni ministri, po katerih se imenujejo številni zakoni. Takšno vlogo so obdržali do vladavine cesarja Heraklija, ki je z obširnimi reformami zmanjšal njihovo moč in jih pretvoril v načelnike uprav provinc. Zadnji sledovi prefektur so izginili v Bizantinskem cesarstvu v 840. letih.
Naslov praefectus praetorio je na napisih pogosto skrajšan na PR PR ali PPO.

## Zgodovina

### Poveljnik pretorijske straže
V obdobju cesarstva so pretorijancem ali cesarski gardi poveljevali eden, dva ali celo trije prefekti (praefecti praetorio), ki jih je izbral cesar med vitezi (equites). Od cesarja Aleksandra Severja dalje je bil položaj odprt tudi za senatorje, vitezi, imenovani za prefekte, pa so hkrati postali člani senata. Do Konstantina I., ki je položaju odvzel njegovo vojaško funkcijo, so bili pretorijanski prefekti praviloma izkušeni vojaki, pogosto taki, ki so svojo vojaško kariero začeli kot legionarji. Njihovo poveljevanje se je s cesarske garde sčasoma razširilo na vse vojaške enote v Italiji, razen na tiste, katerim so poveljevali mestni prefekti (cohortes urbanae).
Poseben položaj in privilegiji so pretorijancev  dali veliko moč in njihovi prefekti so kmalu postali eni od najvplivnejših mož v državi. Cesarji so se jim prilizovati in jih poskušali obvladovati, vendar so kljub temu izvedli več državnih udarov in prispevali k hitremu menjavanju cesarjev. Pretorijanci so tako v nasprotju s svojim poslanstvom destabilizirali rimsko državo. 
V poznem cesarstvu je pretorijanski prefekt postal visok državni funkcionar, ki je bil hkrati načelnik državne uprave in poveljnik pretorijanske straže. Dioklecijan je s svojimi reformami državne uprave in vojske njihovo moč zelo oklestil. 

### Pretvorba v državnega uradnika
Pretorijanski prefekt je  poleg svojih vojaških funkcij postal pristojen tudi za kriminalne zadeve, ki jih ni izvrševal kot delegat ampak kot predstavnik cesarja. Z dekretom cesarja Konstantina I. iz leta 331 priziv na prefektove razsodbe ni bil mogoč. Podobno pristojnost v civilnih zadevah je dobil šele v času Septimija Severja. Za položaj pretorijanskega prefekta je bilo torej potrebno poznavanje prava, zato so ga pod Markom Avrelijem in Komodom, še bolj pa pod Severji, zasedali najboljši pravniki svojega časa, med njimi Papinijan, Ulpijan, Pavlus in Ivan Kapadočan. Vojaške kvalifikacije prefekta so se vedno bolj umikale v ozadje.
Z Dioklecijanovo uvedbo tetrarhije okoli leta 296 se je število pretorijanskih prefektov povečalo. Postali so vojaški in civilni načelniki štabov obeh avgustov, ne pa tudi obeh cezarjev. Vsak prefekt je upravljal eno od štirih četrtin cesarstva, ki so pod Konstantinovimi sinovi okoli leta 330 postale pretorijanske prefekture. 
Po letu 395 sta obstajala dva cesarska dvora, prvi v Rimu (kasneje v Raveni) in drugi v Konstantinoplu, štiri pretorijanske prefekture pa so  ostale največje ozemeljske enote cesarstva. Vsebovale so več diocez, v katerih je bilo več provinc. Dioceze so  upravljali vikarji.
Pod Konstantinom I. je vojaške zadeve v pretorijanskih prefekturah prevzel magister militum, pretorijanski prefekt pa je postal najvišji civilni funkcionar v cesarstvu.

### Germansko obdobje
Položaj pretorijanskega prefekta v Zahodnem rimskem cesarstvu je bil eden od mnogih, ki so po germanski invaziji v Italijo odmrli. To se je zgodilo tudi na dvoru ostrogotskega kralja Teodorika Velikega, ki je bil uradno podanik Bizantinskega cesarstva, vendar je obdržal neokrnjeno državno upravo iz rimskega obdobja. 